# Aulacoderus inopinans
Aulacoderus inopinans is een keversoort uit de familie snoerhalskevers (Anthicidae). De wetenschappelijke naam van de soort is voor het eerst geldig gepubliceerd in 1914 door Krekich-Strassoldo.